# Амбер-Вэлли
Амбер-Вэлли (англ. Amber Valley) — неметрополитенский район (англ. non-metropolitan district) в церемониальном графстве Дербишир в Англии. Административный центр — город Рипли.

## География
Район расположен в восточной части графства Дербишир, граничит на востоке с графством Ноттингемшир.

## Состав
В состав района входят 5 городов:
- Альфретон
- Белпер
- Лэнгли Милл
- Рипли
- Ханор

и 31 община (англ. civil parish).